# Sumber Datar
Sumber Datar is een bestuurslaag in het regentschap Kuantan Singingi van de provincie Riau, Indonesië. Sumber Datar telt 1733 inwoners (volkstelling 2010).